# MOTT
Prątki inne niż gruźlicze (ang. Mycobacteria other than tuberculosis – MOTT), prątki niegruźlicze (ang. Nontuberculosis mycobacteria – NTM) lub prątki atypowe – grupa różnych gatunków prątków innych niż prątek gruźlicy (Mycobacterium tuberculosis), czyli wywołujący gruźlicę oraz Mycobacterium leprae, który ze względu na silnie odrębny przebieg choroby (trąd) został sklasyfikowany osobno. Obecnie stwierdza się wzrost liczby zachorowań wywołanych przez MOTT, którego nie można tłumaczyć jedynie ulepszeniem technik identyfikacji. W USA stanowią one 10% zakażeń prątkami (w niektórych rejonach ten odsetek wynosi 50%). Znacznym problemem klinicznym w leczeniu osób zakażonych prątkami atypowymi jest to, że wykazują one naturalną oporność wobec leków przeciwgruźliczych.
Podział i przykładowe gatunki MOTT:
- wolnorosnące (wzrost trwa 2–7 tygodni):
  - Fotochromatogenne – wydzielają barwnik pod wpływem światła:
    - M. marinum
    - M. simiae
    - M. kansasii
    - M. asiaticum
    - M. genavense

  - Skotochromatogenne – wydzielają barwnik bez względu na obecność lub brak światła:
    - M. flavescens (zaliczany też do szybkorosnących)
    - M. xenopi
    - M. gordonae
    - M. cooki

  - Niefotochromatogenne – nie wydzielają barwnika:
    - M. avium-intercellulare – najczęściej izolowany MOTT, obejmuje kilka gatunków serologicznie nierozróżnialnych (określany również jako M. avium complex – MAC)
    - M. malmoense
    - M. haemophilum
    - M. ulceranus
    - M. shimoidei
    - M. terre complex – kilka gatunków serologicznie nierozróżnialnych
    - M. gastri
    - M. nonchromasenicum
- Szybkorosnące (RGM – ang. rapidly growing mycobacteria):
  - M. fortuitum complex
  - M. smegmatis
  - M. vaccinae – zmutowany szczep BCG
  - M. phlei
  - M. chelonae
  - M. abscessus

Inne MOTT:
- M. scrofulaceum
- M. peregrinum
- M. celatum
- M. mucogenicum
- M. szulgai
- M. paratuberculosis